# Mothman (film)
Mothman (originalets titel The Mothman Prophecies) är en amerikansk långfilm från 2002 i regi av Mark Pellington, med Richard Gere, Debra Messing, Laura Linney, Will Patton och Alan Bates i rollerna.
Handlingen bygger på en bok av John A. Keel, vilken i sin tur är baserad på rapporter om att monstret "Malmannen" (engelska The Mothman, "Nattfjärilsmannen") natt skall ha synts till i den amerikanska delstaten West Virginia år 1966.
Den svenska TV-titeln i Finland på filmen är Mothman – budbäraren.

## Handling
Washingtonjournalisten John Klein dras in i egendomliga händelser när han och hans hustru Mary råkar ut för en bilolycka när hon försöker väja för något på vägen. Mary skadas lindrigt, men hennes skiktröntgenundersökning påvisar en dödlig hjärntumör. Efter hennes död upptäcker John ett skissblock fyllt av gåtfulla teckningar som hon har gjort av den mystiska svartvingade varelse hon tyckte sig ha sett på olycksnatten.
Under en bilresa två år senare förirrar sig John och hamnar oförklarligt i den lilla staden Point Pleasant i West Virginia. Han blir snart indragen i en mystisk händelsekedja med stadsbor som berättar om mörka skepnader, konstiga ljusfenomen och egendomliga telefonsamtal. Med hjälp av stadens sheriff Connie Mills börjar John att utreda det hela. Han konstaterar att en övernaturlig varelse känd som Mothman, vars gestalt tycks förebåda katastrofer, är en gemensam faktor i rapporteringen. 
Saker tar en personlig och skrämmande vändning när John blir medveten om kopplingarna mellan Marys teckningar, ögonvittnesberättelser om Mothman och telefonsamtal från ett av allt att döma överjordiskt, ondskefullt väsen som går under namnet Indrid Cold. John stämmer träff med en expert i ämnet, Alexander Leek, som övertygar honom om att den lilla staden kan komma att drabbas av en tragedi.

## Rollista (urval)
- Richard Gere – John Klein
- Debra Messing – Mary Klein
- Laura Linney – Connie Mills
- Will Patton – Gordon Smallwood
- Lucinda Jenney – Denise Smallwood
- Alan Bates – Alexander Leek
- David Eigenberg – Ed Fleischman
- Bob Tracey – Cyrus Bills
- Bill Laing – Indrid Cold
- Mark Pellington – bartender / Indrid Cold (röst)